# Luigi Gatti (armonicista)
Luigi Gatti detto Cianci, nato Alois Steneck (Innsbruck, 30 marzo 1920 – Bolzano, 8 maggio 2008) è stato un armonicista e cabarettista italiano.

## Carriera
La madre era austriaca, il padre un conte e tenente dell'esercito di stanza ad Innsbruck. Quando il piccolo Alois aveva quattro anni, la madre si trasferì a Bolzano, sposò Rino Gatti e il piccolo venne chiamato all'italiana Luigi.
Ha esordito nel 1941 nella rivista "La radio che scocciatura", al Teatro Comunale di Bolzano, proseguendo la carriera di musicista e macchiettista. Una sua parodia di "Lili Marlene" contro la guerra imminente gli costò dapprima un arresto e un interrogatorio da parte della polizia fascista, in seguito la tortura dei nazisti, nel 1944, quando fu arrestato e internato nel Lager di Bolzano con l'accusa di diserzione. Scampato fortunosamente alla deportazione riprese la sua attività musicale dopo la guerra.

Nel 1956 Luigi Gatti detto "Cianci" vinse il concorso televisivo nazionale "Primo applauso", condotto da Enzo Tortora. Iniziò così una fortunata attività internazionale che lo portò ad esibirsi con l'armonica in Spagna, Jugoslavia, Svizzera, in varie platee italiane e in spettacoli televisivi e radiofonici.
 Nel 1968 abbandonò il professionismo artistico per dedicarsi all'insegnamento dell'italiano. In quest'attività Gatti riversò tuttavia la sua esperienza utilizzando ampiamente nelle sue lezioni teatro e musica, con una didattica all'epoca innovativa. Negli anni successivi continuerà comunque ad esibirsi in feste, concerti e sagre alpine, con le sue musiche stralunate, i suoi virtuosismi e le sue poesie. 

Nel 2007, alla bella età di 87 anni, "Cianci" si è presentato con la piccola armonica un'ultima volta, al teatro Cristallo di Bolzano, applauditissimo da una folla che si accalcava in piedi e fuori, ancora sempre richiamata dalla sua notorietà e dalla stima.